# Strzebielinko
Strzebielinko (deutsch Fredrichsrode, früher Strzebielinke und Strzebielinken) ist ein Dorf im Verwaltungsbezirk Landgemeinde Gniewino (Gnewin) in der polnischen Woiwodschaft Pommern. Es gehört zum Powiat Wejherowski (Neustädter Kreis).

## Geographische Lage
Das Dorf liegt in der Nähe der früheren Grenze zwischen Hinterpommern und Westpreußen, unweit des Westufers des Zarnowitzer Sees, etwa 29 Kilometer nordöstlich von Lauenburg in Pommern, 19 Kilometer nordwestlich von Wejherowo (Neustadt in Westpreußen) und drei Kilometer nordnordwestlich des Dorfs Kolkau.

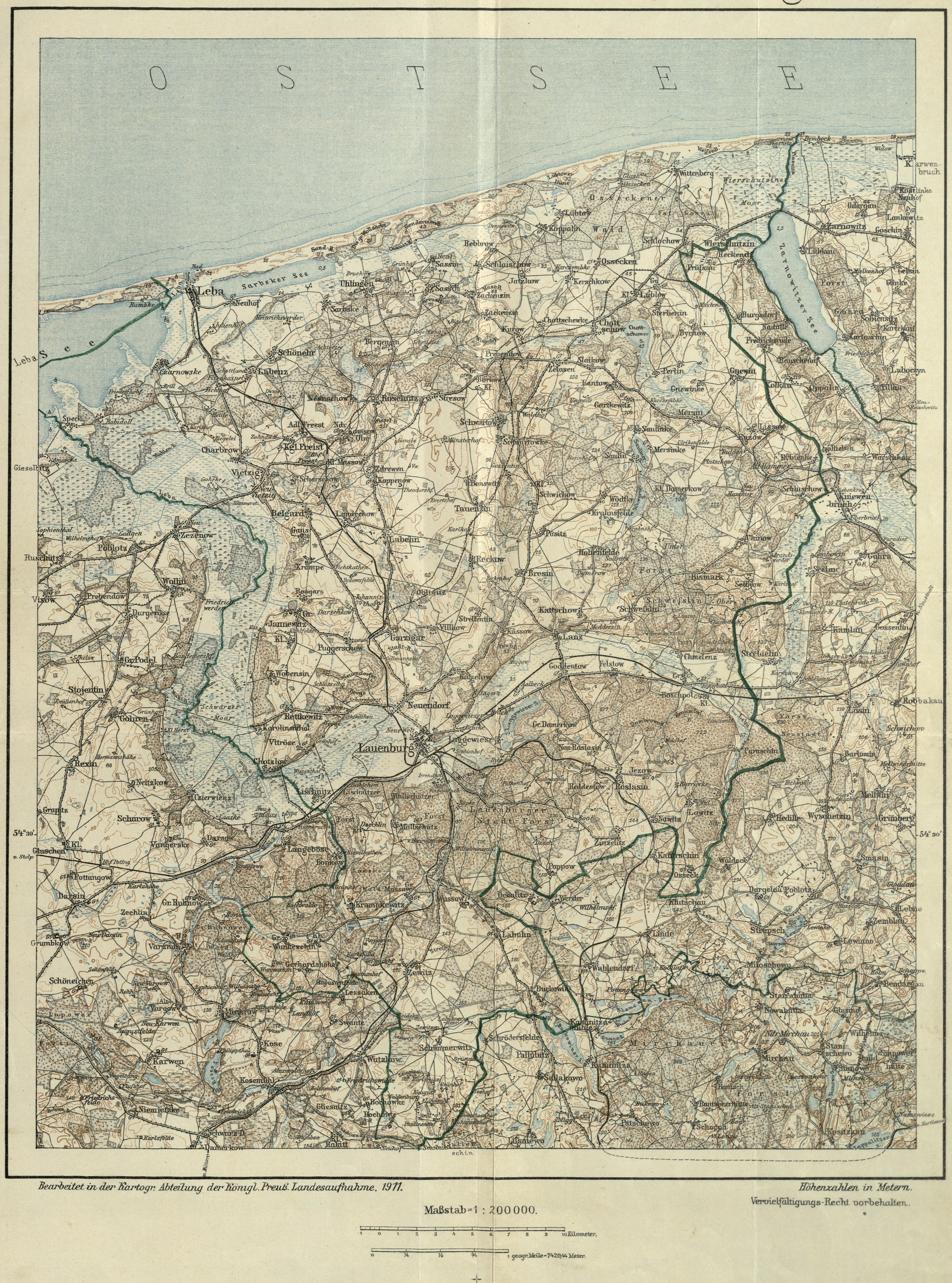
Fredrichsrode, ostsüdöstlich der Stadt Leba an der Ostsee, nordöstlich der Stadt Lauenburg in Pommern, unweit des Westufers des Zarnowitzer Sees und nordnordwestlich des Dorfs Kolkau, auf einer Landkarte von 1911

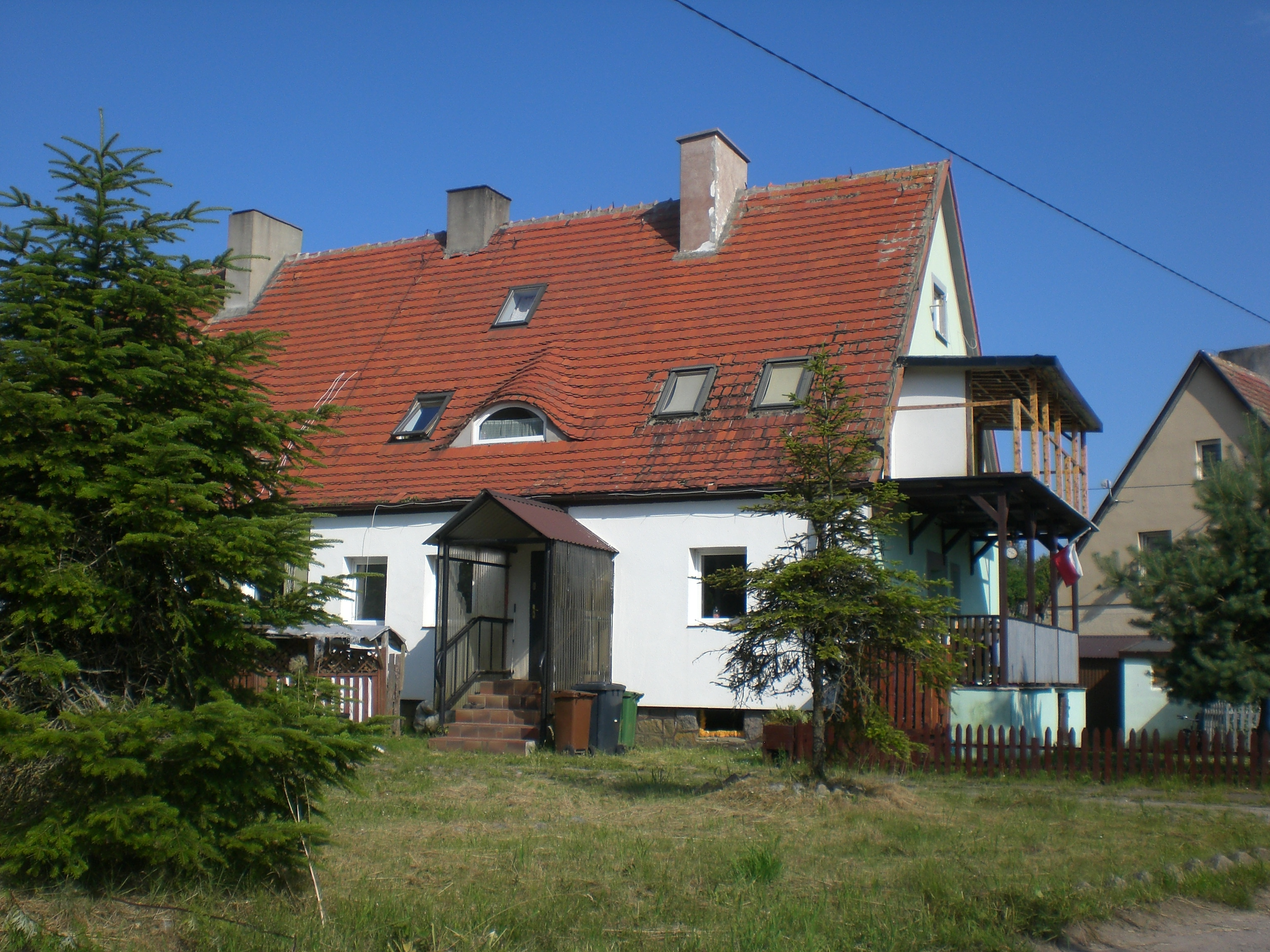
Wohnhaus im Dorf (2024)

## Geschichte
Die früher Strzebielinke genannte Ortschaft war ehemals ein Gutsbezirk. Im 17. Jahrhundert wird ein Christoph von Krockow (* 31. Juli 1665, †. 5. März 1706), Kammerherr und Königlich preußischer Erbschenk in Hinterpommern, als Erbherr in Strzebielinke bezeichnet. Im Jahr 1773 war hier ein Zweig der Familie Rexin ansässig. Um 1783 wird Strzebelinko oder Strzebielinke als adlige Neusaßerei mit fünf Feuerstellen (Haushaltungen) beschrieben. 1795 war hier die Familie Krockow vertreten.
Am 31. März 1873 wurde der Gutsbezirks Strzebielinke in Fredrichsrode umbenannt, nachdem er 1869 zunächst den neuen Namen Friedrichsrode erhalten hatte.
Um 1903 hatte das Gut Fredrichsrode mit einem Holzsägewerk eine Flächengröße von 475 Hektar; Besitzer war ein Major v. Zelewski-Hackelbeck zu Danzig, der das Gut an Ferdinand Marquardt verpachtet hatte.
Als nach dem Ersten Weltkrieg der Versailler Vertrag die Verlegung des sogenannten Polnischen Korridors durch das Reichsgebiet vorsah, wurde das Gut Fredrichsrode aus dem Kreis Neustadt in Westpreußen 1919 in den Kreis Lauenburg in Pommern eingegliedert.
Am 1. April 1927 hatte das Gut Fredrichsrode eine Flächengröße von 414 Hektar, und am 16. Juni 1925 hatte der Gutsbezirk 128 Einwohner. 1928 Jahr wurde der Gutsbezirk Fredrichsrode in die Landgemeinde Gnewin eingegliedert.
Bis 1945 bildete Fredrichsrode eine Wohnstätte in der Landgemeinde Gnewin im Landkreis Lauenburg in Pommern im Regierungsbezirk Köslin der preußischen Provinz Pommern im Deutschen Reich.
Gegen Ende des Zweiten Weltkriegs besetzte Anfang März 1945 die Rote Armee die Region. Bald darauf wurde der Kreis Lauenburg von der Sowjetunion zusammen mit ganz Hinterpommern der Volksrepublik Polen zur Verwaltung überlassen. Anschließend begann die Zuwanderung polnischer Zivilisten, von denen die einheimischen Dorfbewohner aus ihren Häusern und Gehöften gedrängt wurden. Der Ortsname Fredrichsrode wurde zu Strzebielinko polonisiert. In der darauf folgenden Zeit wurden die einheimischen Dorfbewohner von der polnischen Administration aus Fredrichsrode vertrieben.

### Demographie
| Jahr | Einwohner | Anmerkungen                                                                   |
| ---- | --------- | ----------------------------------------------------------------------------- |
| 1818 | 54        | neun Feuerstellen, adlige Besitzung; darunter 37 Lutheraner und 17 Katholiken |
| 1852 | 75        | Dorf                                                                          |
| 1864 | 115       | am 3. Dezember, Gutsbezirk                                                    |
| 1867 | 113       | am 3. Dezember, Gutsbezirk                                                    |
| 1871 | 107       | am 1. Dezember, Gutsbezirk, davon 84 Evangelische und 13 Katholik             |
| 1910 | 100       | am 1. Dezember, Gutsbezirk                                                    |
| 1925 | 128       | am 16. Juni, Gutsbezirk                                                       |

## Kirche

### Kirchspiel bis 1945
Die vor 1945 hier lebenden Dorfbewohner gehörten mehrheitlich der evangelischen Konfession an. Die evangelischen Einwohner von Burgsdorf gehörten zum evangelischen Kirchspiel in Gnewin.
Das katholische Kirchspiel war in Wierschutzin.

### Polnisches Kirchspiel seit 1945
Die seit 1945 und Vertreibung der einheimischen Dorfbewohner anwesende polnische Einwohnerschaft ist überwiegend katholisch.
Hier lebende evangelische Polen sind dem weit entfernten Pfarramt der Kreuzkirchengemeinde in Stolp in der Diözese Pommern-Großpolen der Evangelisch-Augsburgischen Kirche in Polen zugeordnet, deren nächstgelegene Predigtstätte in Lębork (Lauenburg in Pommern) ist.